# Спафарий, Николай Гаврилович
Никола́й Гаври́лович Спафа́рий (молд. Николае Милеску-Спэтару; 1636, Милешть, Молдавское княжество — 1708, Москва, Русское царство) — молдавский боярин, происходивший из православной греко-молдавской семьи. Вошёл в историю как видный русский дипломат, политический деятель, учёный, переводчик, богослов, путешественник и географ. Известен, прежде всего, своими учёными трудами и воспоминаниями о посольстве в Китай. Владел, помимо румынского, девятью языками: русским, латынью, греческим (включая древнегреческий), турецким, итальянским, китайским, французским и шведским.

## Семья
Родился около 1636 года в боярской семье Молдавского княжества. Предки его отца происходили из южной Мореи, возможно из древнего валашско-греческого рода Асан-Палеологов. Прозвище «Спафарий» — от молдавского «спэтару», «спэтар» — название титула при дворе, которая изначально предполагала несение меча «spadă» и булавы правителя при церемониях, позднее — военачальник и начальник полиции. Такую должность Николай Милеску занимал при правлении Георгия Гика в Молдавии и Валахии. Имя Милеску образовано от поместья Милешть и встречается преимущественно в историографии.
О других членах семьи Николая известно, что у него был брат — Андрей Апостол, также принадлежавший к боярскому сословию и умерший в Яссах в 1678 году, когда Спафарий жил уже в России. Племянники его, сыновья Андрея, Иван и Степан Спафарьевы, следуя примеру дяди, выехали служить в Россию в 1686 году).

## Начало карьеры
Николай Милеску учился в Константинополе и Падуе. В 1653—1671 годах находился на государственной службе у молдавских и валашских господарей, выполнял дипломатические поручения в Константинополе, Стокгольме, Париже. Являлся сторонником политического сближения Молдавии с Россией.
В 1659 году становится спэтаром в Молдавии, затем в Валахии.
В 1660—1664 годах занимал должность капукехейя (дипломатический представитель) валашского господаря при Османской Порте.
После 1664 года совершил поездку в Берлин и Штеттин, где находился в изгнании бывший молдавский господарь Георгий Стефан, попавший в немилость к Порте. В качестве его дипломатического агента в 1666 году направлен в Стокгольм, где встречался с послом Франции, а в 1667 году — в Париж, ко двору Людовика XIV. Во Франции опубликовал на латинском языке работу о православии «Енкиридион». В Стокгольме обсуждал также научные проблемы с французским послом.
Возвратившись в Молдавию, участвовал в заговоре против господаря Ильяша Александру (1666—1668). После провала заговора ему в наказание сделали отметку огнём на носу, по другим сведениям, «урезали нос», в связи с чем он получил прозвище «Сârnul» («курносый»). Перебрался сначала в Валахию к господарю Григорию Гика, назначившему его резидентом в Константинополе, а оттуда уехал к курфюрсту Бранденбурга Фридриху Вильгельму, где немецкий врач частично исправил ему нос.

## Деятельность в России
В 1671 году Николай Милеску был направлен иерусалимским патриархом Досифеем II в Москву и остался в России по приглашению боярина Артамона Матвеева (1625—1682), высокопоставленного лица при царе Алексее Михайловиче, ведавшего иностранными делами. Служил переводчиком Посольского приказа. Написал ряд работ исторического и богословского характера, а также текст «Царского титулярника». Составил первое российское учебное пособие по арифметике «Арифмологион», которое написал для детей Артамона Матвеева и придворных. Рукопись была окончена в 1672 году в Чудовом монастыре. В 1963 году профессор Ю. А. Митропольский отправил из Киева в институт математики АН Румынии копии рукописей Милеску, в том числе «Арифмологион».
В 1672—1673 годы Николай Спафарий написал сочинение «Книга о сивиллах», в которой описывал всех известных античных пророчиц сивилл и их предсказания, толкуя многие из них как указания на рождение Иисуса Христа.
В 1673 году был изготовлен и преподнесен царю Алексею Михайловичу богато декорированный и украшенный одиннадцатью роскошными иллюстрациями список Хрисмологиона — трактата по истории христианского мира и особой роли России как последнего православного царства. В литературном наследии Спафария это сочинение оказалось самым востребованным и распространённым (в настоящее время известно более 40 списков).
Некоторое время Н. Спафарию безосновательно приписывало авторство 
рукописи «О причинах гибели царств», памятника древнерусской литературы XVII — начала XVIII века.

## Русское посольство в Китае
В 1675—1678 годах Николай Спафарий возглавлял русское посольство в Пекине, в ходе которого проделал огромный путь по Сибири, Забайкалью и Китаю. В отличие от предыдущих посланников, Спафарий всерьёз занялся изучением Китая и китайского языка, что позволило ему собрать много ценных сведений.
В своём дорожном дневнике дал подробное и в общем верное описание среднего течения Оби (истоком которой он определил Телецкое озеро), её притоков — Иртыша и Кети, а также Ангары. Спафарию принадлежит первое в географической литературе подробное описание Байкала. Он перечислил все впадающие в него крупные реки, в том числе Селенгу, Баргузин, Верхнюю Ангару, описал остров Ольхон, верно оценил глубину озера, отметив, что оно сравнимо с высотой гор.
Пересекая Сибирь, Спафарий выполнял первые определения географической широты ряда пунктов с помощью астролябии. Обобщив сведения землепроходцев, Спафарий дал первую (но очень далёкую от истины) орографическую схему Восточной Сибири, указав на существование «великого хребта» в Лено-Амурском междуречье от Байкала до Охотского моря. Это неверное представление о едином 1500-километровом Становом хребте просуществовало вплоть до середины XX века.
В других своих трудах, основанных на докладах землепроходцев и расспросах, он дал первое описание Амура, считая его крупнейшей рекой не только Сибири, но и всего мира; верно указал, что Амур образуется слиянием Аргуни и Шилки, и составляющие последней — реки Онон и Ингода. Отметил ряд притоков Амура, в том числе главный — Сунгари.
Спафарий сообщил расспросные сведения о Сахалине, ошибочно преувеличив его длину и ширину, так как «присоединил» к нему остров Хоккайдо.
Материалами Спафария впоследствии воспользовались иезуиты, проявлявшие интерес к Китаю. В Китае Спафарий встречался с иезуитом Фердинандом Вербистом, преподававшим императору Канси астрономию и математику. Вёл с ним научные диспуты.
О своём путешествии в Китай Спафарий представил в Посольский приказ три описания на русском языке — «Путешествие через Сибирь до границ Китая», «Путевые заметки» и «Описание Китая». Так же ему приписывают создание карты Сибири 1678 года, с маршрутом из Москвы в Пекин. В 1919 году эта карта была вывезена из России Л. Багровым и опубликована им в картографическом журнале «Imago Mundi» в 1947 году.
По возвращении в Москву Спафарий участвовал в переговорах России с Молдавией и Валахией, в 1674 году выступал посредником в переговорах Молдавии с русским правительством об освобождении княжества от турецкой зависимости. Принимал участие в подготовке посольства Фёдора Головина в Китае (1688—1689). В 1695 году участвовал в Азовском походе Петра I.
Умер в 1708 году в Москве.

## Потомки
Внуком Спафария являлся спэтар Юрий Милеску, эмигрировавший в Россию вместе с Дмитрием Кантемиром в 1711 году после неудачного похода Петра I в Дунайские княжества. Уже его сын сменил фамилию на Мечников (фамилия «Мечников» — калька с молдавского «спэтару», «спэтар»). Его потомки — Нобелевский лауреат Илья Мечников и его брат Лев.
Правнук Спафария, генерал-лейтенант Л. В. Спафарьев (1765—1845) был директором маяков Финского залива и командиром Ревельского порта. Дворянский род Спафарьевых внесён в VI часть родословной книги Калужской губернии.

## Память
В честь Николая Гавриловича в Молдавии были выпущены почтовые марки и блоки:
- Молдавская марка, посвящённая Николае Милеску
- Молдавская марка (блок) с картой следования посольства Николае Милеску
- Молдавская марка (блок) с картой следования посольства Николае Милеску

## Труды
- Восточная звезда, Париж, 1699
- Арифмологион, Чудов монастырь, 1672
- Книга избранная вкратце о девяти музах и семи свободных художествах, Москва, 1672
- Хрисмологион: Лицевая рукопись. 1673 г.
- Путешествие через Сибирь от Тобольска до Нерчинска и границ Китая русского посланника Николая Спафария в 1675 году. Дорожный дневник Спафария. — СПб., 1882.
- Статейный список, М., 1677
- Описание первой части мира, называемой Азия, в которой находится Китайское государство с остальными городами и провинциями, М. 1677
- Чертеж Сибири Николая Спафария, 1678 г. // Атлас географических открытий в Сибири и в Северо-Западной Америке XVII-XVIII вв. Под ред. А. В. Ефимова. Сост.: А. В. Ефимов, М. И. Белов, О. М. Медушевская. — М.: Изд-во «Наука», 1964. № 32, С. 20-21. Тираж 2000 экз. ISBN отсутствует.

Труды Милеску-Спафария переиздавались в Молдавии и Румынии:
- Спафарий Н. Г. Сибирь и Китай // Сб. — Кишинёв, 1956.
- Nicolae Milescu-Spătaru. Opere, Bucureşti.